# Moneses uniflora
La pírola uniflora (Moneses uniflora) és una espècie de la família de les ericàcies, dins de la subfamília Pyroloideae (que segons algunes flores de referència als Països Catalans o a la Península Ibèrica segueix tenint la categoria de família Pirolàcies). Podria anomenar-se pírola d'una sola flor, per diferenciar-la d'altres espècies semblants, on les tiges porten petites inflorescències amb flors múltiples.

## Descripció
És una petita herba perenne, amb un rizoma filiforme ramificat. La tija que fa de 5 a 20 cm d'alt, porta una flor solitària, pèndula, les fulles basals són arrodonides i amb un curt pecíol. El fruit és una càpsula erecte, que s'obre amb valves glabres. Floreix de maig a juliol.

## Ecologia i distribució
Les píroles viuen en boscos de coníferes humits, amb sòl humífer. És una espècie parcialment saprofítica que pot fer la fotosíntesi per obtenir energia de la llum del sol, però també alimentar-se de l'humus del sòl a través de micorrizes amb els fongs del subsòl. Aquest fenomen s'anomena mixotrofisme. És una planta boreo-subalpina europea que als Països Catalans es troba principalment als Pirineus i serres veïnes, on viu des dels 900 als 2000 m d'altitud. Arriba a trobar-se de forma molt rara als Ports de Beseit

## Sinònims

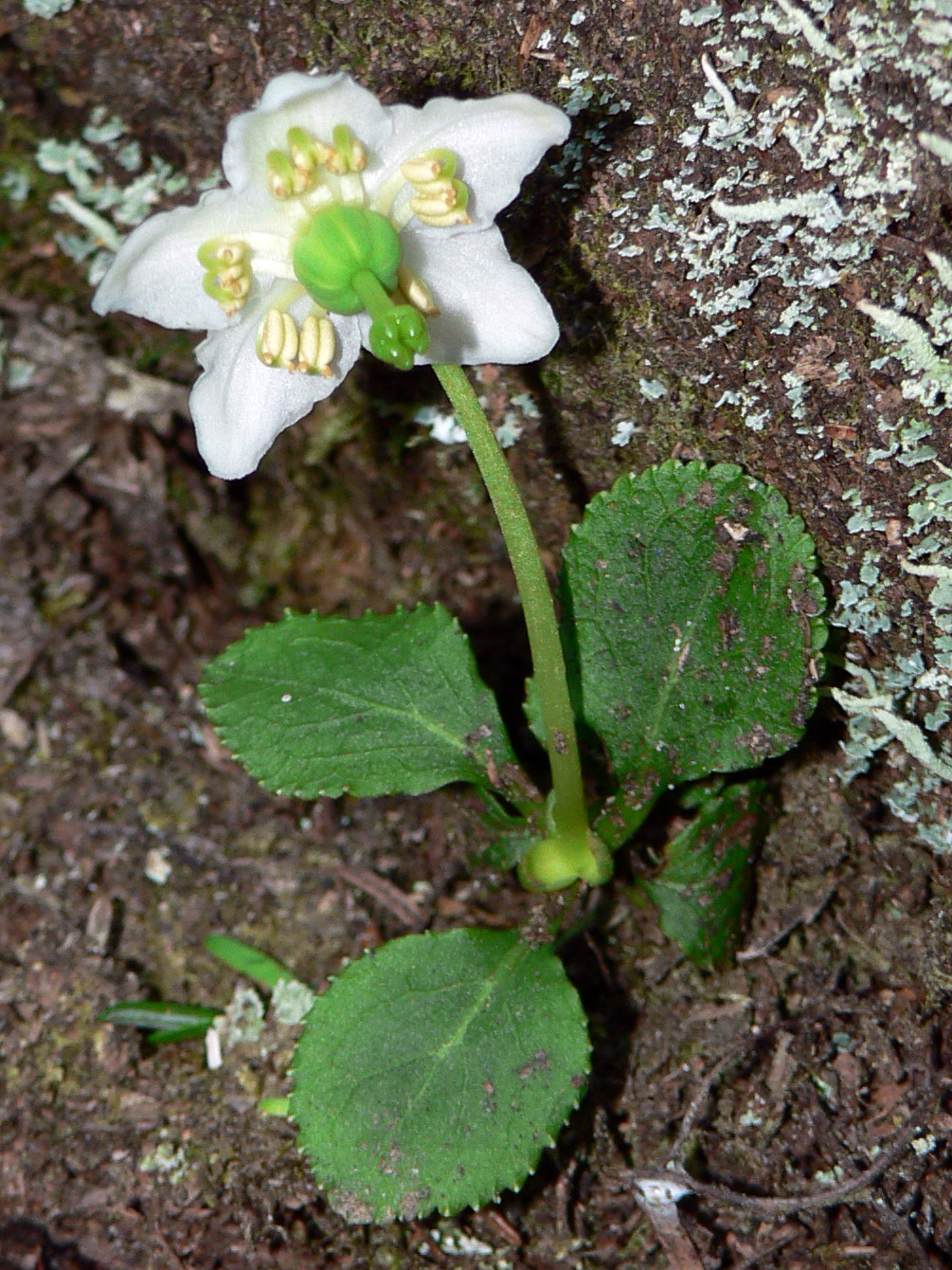
flor i fulles

Pyrola uniflora L.